# STS-68
STS-68 e шестдесет и петата мисия на НАСА по програмата Спейс шатъл и седми полет на совалката Индевър. Това е и втората мисия на:
т. нар. „Космическа радарна лаборатория“ (SRL-2) (Space Radar Laboratory), изведена с помощта на модула Spacelab.

## Екипаж
| Пост                                               | Астронавт                            |
| -------------------------------------------------- | ------------------------------------ |
| Командир                                           | Майкъл Бейкър трети космически полет |
| Пилот                                              | Терънс Уилкът първи космически полет |
| Командир на полезния товар Специалист на мисията 1 | Томас Джоунс втори космически полет  |
| Специалист на мисията 2                            | Стивън Смит първи космически полет   |
| Специалист на мисията 3                            | Даниел Бурш втори космически полет   |
| Специалист на мисията 4                            | Питър Уайсоф втори космически полет  |

- Броят на полетите е преди и включително тази мисия.

## Полетът
Совалката стартира успешно за седми път на 30 септември 1994 г. Основната цел на мисия STS-68 е изучаване на глобалните процеси в атмосферата на Земята и измененията на климата. Тя на практика е повторение на мисия STS-59 и лети над същите райони и области, над които лети и тя. Целта е да се проучат промените във времето (доколкото ги има) и разликите над тях в зависимост от сезона. след излизането в орбита екипажът активира намиращата се в товарния отсек на совалката „Космическа радарна лаборатория“ SRL-2 (Space Radar Laboratory), в състава на която влизат два радара: радар за радиолокационно заснимане SIR-C (Shuttle Imaging Radar) и Х-бандов радар със синтезирана апертура X-SAR (X-band Synthetic Aperture Radar). На борда се намира и прибор за наблюдение и изследване на замърсеността на атмосферата MAPS (Measurement of Air Pollution from Satellite). Екипажът е разделен на два екипа, тъй като работата трябва да се извършва денонощно.
По време на полета са:
- Събрани са данни за размера и разпределението на въглеродния окис в горните слоеве на атмосферата на Земята.
- Направени са чрез радарните наблюдения, океанографско, геоложко, хидроложко и сеизмоложко проучване и наблюдение на движението на тектоничните плочи на планетата.

Първоначално е планирано полетът да завърши на пистата в КЦ „Кенеди“олетът е удължен с един ден заради лошото време в района на кацането.

## Параметри на мисията
- Маса:
  - На цялата система: 2 045 879 кг
  - При излитането: 112 096 кг
  - Маса на полезния товар: 12 511 кг
- Перигей: 213 км
- Апогей: 226 км
- Инклинация: 57,0°
- Орбитален период: 88.9 мин.